# Neuchâtel Xamax Football Club Serrières 2015-2016
Questa voce raccoglie le informazioni riguardanti il Neuchâtel Xamax Football Club Serrières nelle competizioni ufficiali della stagione 2015-2016.

## Stagione
Nella stagione 2015-2016 il Neuchatel Xamax, allenato da Roberto Cattilaz e Michel Decastel, concluse il campionato di Challenge League al 2º posto. In Coppa Svizzera il Neuchatel Xamax fu eliminato al secondo turno dal Lucerna.

## Rosa
| N. |                         | Ruolo | Calciatore            |
| -- | ----------------------- | ----- | --------------------- |
| 1  | Svizzera (bandiera)     | P     | Valmir Sallaj         |
| 3  | Svizzera (bandiera)     | D     | Jonathan Lara         |
| 4  | Svizzera (bandiera)     | C     | Pietro Di Nardo       |
| 5  | Svizzera (bandiera)     | D     | Kiliann Witschi       |
| 6  | Svizzera (bandiera)     | C     | Valérian Boillat      |
| 7  | Svizzera (bandiera)     | D     | Maël Erard            |
| 8  | Camerun (bandiera)      | C     | Freddy Mveng          |
| 9  | Argentina (bandiera)    | A     | Dante Senger          |
| 10 | Svizzera (bandiera)     | C     | Charles-André Doudin  |
| 11 | Svizzera (bandiera)     | A     | Loïc Chatton          |
| 12 | Svizzera (bandiera)     | C     | Max Veloso            |
| 13 | RD del Congo (bandiera) | A     | Chadrac Akolo         |
| 16 | Svizzera (bandiera)     | D     | Agonit Sallaj         |
| 17 | Svizzera (bandiera)     | C     | Adrien Zbinden        |
| 18 | Svizzera (bandiera)     | P     | Angelo Meneses-Araujo |

| N. |                                 | Ruolo | Calciatore          |
| -- | ------------------------------- | ----- | ------------------- |
| 19 | Svizzera (bandiera)             | C     | Marco Delley        |
| 20 | Bosnia ed Erzegovina (bandiera) | D     | Mustafa Sejmenović  |
| 21 | Svizzera (bandiera)             | C     | Thibaut De Coulon   |
| 21 | Kosovo (bandiera)               | C     | Dilan Qela          |
| 22 | Svizzera (bandiera)             | A     | Andelko Savic       |
| 23 | Svizzera (bandiera)             | D     | Mike Gomes          |
| 24 | Svizzera (bandiera)             | C     | Bastien Oberli      |
| 26 | Ghana (bandiera)                | A     | Samuel Afum         |
| 27 | Svizzera (bandiera)             | C     | Mehdi Challandes    |
| 28 | Svizzera (bandiera)             | D     | Adriano De Pierro   |
| 30 | Svizzera (bandiera)             | P     | Laurent Walthert    |
| 31 | Svizzera (bandiera)             | D     | Abdallah Manai      |
| 33 | Svizzera (bandiera)             | D     | Cédric Zesiger      |
| 77 | Svizzera (bandiera)             | D     | Mickaël Facchinetti |

## Organigramma societario
Area tecnica
- Allenatore: Michel Decastel
- Allenatore in seconda: Stéphane Henchoz, José Saiz
- Preparatore dei portieri: Luca Ferro
- Preparatori atletici:

## Calciomercato

### Sessione estiva
| Acquisti | Acquisti           | Acquisti | Acquisti |
| R.       | Nome               | da       | Modalità |
| -------- | ------------------ | -------- | -------- |
| C        | Florian Berisha    | Le Mont  |          |
| A        | Andelko Savic      | Losanna  |          |
| D        | Mustafa Sejmenović | Bienne   |          |
| A        | Dante Senger       | Aarau    |          |
| C        | Max Veloso         | Losanna  |          |

| Cessioni | Cessioni          | Cessioni            | Cessioni |
| R.       | Nome              | a                   | Modalità |
| -------- | ----------------- | ------------------- | -------- |
| A        | Luther-King Adjei | Düdingen            |          |
| C        | Fabio Lo Vacco    | La Chaux-de-Fonds   |          |
| A        | Michaël Rodriguez | Black Stars Basilea |          |

### Sessione invernale
| Acquisti | Acquisti            | Acquisti   | Acquisti |
| R.       | Nome                | da         | Modalità |
| -------- | ------------------- | ---------- | -------- |
| A        | Chadrac Akolo       | Sion       |          |
| D        | Mickaël Facchinetti | San Gallo  |          |
| A        | Samuel Afum         | Young Boys |          |
| C        | Adrien Zbinden      | Delémont   |          |

| Cessioni | Cessioni           | Cessioni | Cessioni |
| R.       | Nome               | a        | Modalità |
| -------- | ------------------ | -------- | -------- |
| D        | Jospin Edoh        | Dietikon |          |
| A        | Emmanuel Mast      | Delémont |          |
| C        | Florian Berisha    | Servette |          |
| D        | Julien Bize        | Friburgo |          |
| A        | Yassine El Allaoui | Yverdon  |          |

## Risultati

### Challenge League

#### Prima fase, girone di andata
| Arbitro: | Jancevski |

|                   |           |           |
| Ianu 9’ Tadić 48’ | Marcatori | 89’ Savic |

| Arbitro: | Fähndrich |

|            |           |  |
| Senger 34’ | Marcatori |  |

| Arbitro: | Schärer |

|            |           |                                  |
| Senger 29’ | Marcatori | 62’ (aut.) Gomes 65’, 78’ Audino |

| Arbitro: | Staubli |

|  |           |                     |
|  | Marcatori | 5’ Savic 90’ Senger |

| Arbitro: | Superczynski |

|                                     |           |           |
| Ciarrocchi 47’ Regazzoni 85’ (rig.) | Marcatori | 65’ Savic |

| Arbitro: | Amhof |

|            |           |                                               |
| Doudin 67’ | Marcatori | 47’ (rig.), 90’ Marchesano 71’ Pak 89’ Kamber |

| Arbitro: | Erlachner |

|                             |           |           |
| Spielmann 70’ Carlinhos 83’ | Marcatori | 21’ Mveng |

| Arbitro: | Klossner |

|              |           |  |
| Di Nardo 11’ | Marcatori |  |

| Arbitro: | Schnyder |

|           |           |  |
| Savic 40’ | Marcatori |  |

#### Prima fase, girone di ritorno
| Arbitro: | Erlachner |

|                               |           |                              |
| Kololli 4’ (rig.), 72’ (rig.) | Marcatori | 23’ (rig.) Doudin 83’ Veloso |

| Arbitro: | San |

|          |           |               |
| Savic 9’ | Marcatori | 90’ Geissmann |

| Arbitro: | Schnyder |

|                            |           |                          |
| Fazli 1’, 70’ Lombardi 62’ | Marcatori | 23’ De Pierro 25’ Veloso |

| Arbitro: | Gut |

|            |           |  |
| Senger 83’ | Marcatori |  |

| Arbitro: | Schärer |

|                           |           |  |
| Holenstein 57’ Köfler 88’ | Marcatori |  |

| Arbitro: | Tschudi |

|                      |           |                                  |
| Sessolo 50’ Roux 90’ | Marcatori | 44’ (rig.) Doudin 63’, 90’ Mveng |

| Arbitro: | Schärli |

|                       |           |  |
| Senger 43’ Delley 58’ | Marcatori |  |

| Arbitro: | Jancevski |

|                         |           |             |
| Dubajić 33’ Mustafi 40’ | Marcatori | 45’ Berisha |

| Neuchâtel 7 dicembre 2015, ore 19:45 CET 18ª giornata | Neuchâtel Xamax | 0 – 0 referto | Chiasso | La Maladière (2 331 spett.)\| Arbitro: \| Amhof \| |
| Arbitro:                                              | Amhof           |               |         |                                                    |

#### Seconda fase, girone di andata
| Arbitro: | Schnyder |

|                          |           |                |
| De Coulon 32’ Senger 45’ | Marcatori | 57’ Mihajlović |

| Sciaffusa 14 febbraio 2016, ore 15:00 CET 20ª giornata | Sciaffusa | 0 – 0 referto | Neuchâtel Xamax | Stadion Breite (687 spett.)\| Arbitro: \| Pache \| |
| Arbitro:                                               | Pache     |               |                 |                                                    |

| Neuchâtel 22 febbraio 2016, ore 19:45 CET 21ª giornata | Neuchâtel Xamax | 0 – 0 referto | Aarau | La Maladière (2 261 spett.)\| Arbitro: \| Amhof \| |
| Arbitro:                                               | Amhof           |               |       |                                                    |

| Arbitro: | Schärli |

|                 |           |  |
| Senger 40’, 86’ | Marcatori |  |

| Arbitro: | Schärer |

|         |           |                   |
| Pak 48’ | Marcatori | 32’ (rig.) Doudin |

| Arbitro: | Ovcharov |

|                           |           |           |
| Nobre 68’ Yılmaz 76’, 90’ | Marcatori | 62’ Akolo |

| Arbitro: | Superczynski |

|           |           |  |
| Akolo 52’ | Marcatori |  |

| Arbitro: | Jancevski |

|  |           |               |
|  | Marcatori | 8’, 63’ Akolo |

| Arbitro: | Jaccottet |

|                                              |           |  |
| Doudin 40’, 58’ Senger 65’ Veloso 78’ (rig.) | Marcatori |  |

#### Seconda fase, girone di ritorno
| Arbitro: | Superczynski |

|                           |           |            |
| Hanachi 1’ Ciarrocchi 35’ | Marcatori | 19’ Doudin |

| Arbitro: | Erlachner |

|                           |           |                      |
| Rossini 37’ Josipovic 55’ | Marcatori | 41’ Veloso 90’ Gomes |

| Arbitro: | Amhof |

|                                           |           |                    |
| Delley 6’ Senger 18’ Doudin 55’ Akolo 82’ | Marcatori | 29’ Nobre 83’ Roux |

| Arbitro: | Klossner |

|                       |           |                        |
| Lotti 32’ Schultz 82’ | Marcatori | 9’ Zbinden 66’ Chatton |

| Arbitro: | Fähndrich |

|                   |           |              |
| Doudin 84’ (rig.) | Marcatori | 66’ Frontino |

| Arbitro: | Marri |

|  |           |                                   |
|  | Marcatori | 42’, 67’ Doudin 58’ (rig.) Veloso |

| Arbitro: | Pache |

|                                 |           |            |
| Akolo 34’ Delley 52’ Doudin 57’ | Marcatori | 90’ Zeqiri |

| Neuchâtel 21 maggio 2016, ore CEST 35ª giornata | Neuchâtel Xamax | – annullata referto | Bienne | La Maladière |

| Arbitro: | Schärli |

|                              |           |                                       |
| Hochstrasser 33’ Khelifi 67’ | Marcatori | 45’ Doudin 74’, 80’ (rig.), 86’ Akolo |

### Coppa Svizzera
| 16 agosto 2015, ore 16:00 CEST Primo turno | Brühl | 1 – 5 | Neuchâtel Xamax |  |

| Neuchâtel 20 settembre 2015, ore 15:00 CEST Secondo turno                                                      | Neuchâtel Xamax | 2 – 4 referto                                            | Lucerna | La Maladière |
| \| \| \| \| \| Doudin 5’ Mveng 52’ \| Marcatori \| 21’ (rig.) Jantscher 35’ Hyka 46’ Schneuwly 87’ Fandrich \| |                 |                                                          |         |              |
| |                 |                                                          |         |              |
| Doudin 5’ Mveng 52’                                                                                            | Marcatori       | 21’ (rig.) Jantscher 35’ Hyka 46’ Schneuwly 87’ Fandrich |         |              |

## Statistiche

### Statistiche di squadra
| Competizione     | Punti | In casa | In casa | In casa | In casa | In casa | In casa | In trasferta | In trasferta | In trasferta | In trasferta | In trasferta | In trasferta | Totale | Totale | Totale | Totale | Totale | Totale | DR  |
| Competizione     | Punti | G       | V       | N       | P       | Gf      | Gs      | G            | V            | N            | P            | Gf           | Gs           | G      | V      | N      | P      | Gf     | Gs     | DR  |
| ---------------- | ----- | ------- | ------- | ------- | ------- | ------- | ------- | ------------ | ------------ | ------------ | ------------ | ------------ | ------------ | ------ | ------ | ------ | ------ | ------ | ------ | --- |
| Challenge League | 54    | 17      | 11      | 4       | 2       | 26      | 13      | 17           | 4            | 5            | 8            | 27           | 29           | 34     | 15     | 9      | 10     | 53     | 42     | +11 |
| Coppa Svizzera   | -     | 1       | 0       | 0       | 1       | 2       | 4       | 1            | 1            | 0            | 0            | 5            | 1            | 2      | 1      | 0      | 1      | 7      | 5      | +2  |
| Totale           | 54    | 18      | 11      | 4       | 3       | 28      | 17      | 18           | 5            | 5            | 8            | 32           | 30           | 36     | 16     | 9      | 11     | 60     | 47     | +13 |

### Andamento in campionato
| Giornata  | 1 | 2 | 3 | 4 | 5 | 6 | 7 | 8 | 9 | 10 | 11 | 12 | 13 | 14 | 15 | 16 | 17 | 18 | 19 | 20 | 21 | 22 | 23 | 24 | 25 | 26 | 27 | 28 | 29 | 30 | 31 | 32 | 33 | 34 | 35 | 36 |
| --------- | - | - | - | - | - | - | - | - | - | -- | -- | -- | -- | -- | -- | -- | -- | -- | -- | -- | -- | -- | -- | -- | -- | -- | -- | -- | -- | -- | -- | -- | -- | -- | -- | -- |
| Luogo     | T | C | C | T | T | C | T | C | C | T  | C  | T  | C  | T  | T  | C  | T  | C  | C  | T  | C  | C  | T  | T  | C  | T  | C  | T  | T  | C  | T  | C  | T  | C  | C  | T  |
| Risultato | P | V | P | V | P | P | P | V | V | N  | N  | P  | V  | P  | V  | V  | P  | N  | V  | N  | N  | V  | N  | P  | V  |    | V  | P  | N  | V  | N  | N  | V  | V  |    | V  |
| Posizione | 8 | 4 | 6 | 4 | 6 | 9 | 9 | 5 | 6 | 4  | 6  | 7  | 5  | 7  | 4  | 3  | 4  | 4  | 3  | 3  | 3  | 3  | 3  | 3  | 3  | 3  | 3  | 3  | 3  | 3  | 3  | 3  | 3  | 2  |    |    |

Legenda:

Luogo: C = Casa; T = Trasferta. Risultato: V = Vittoria; N = Pareggio; P = Sconfitta.

### Statistiche dei giocatori
| Giocatore         | Challenge League | Challenge League | Challenge League | Challenge League | Coppa Svizzera | Coppa Svizzera | Coppa Svizzera | Coppa Svizzera | Totale   | Totale | Totale      | Totale     |
| Giocatore         | Presenze         | Reti             | Ammonizioni      | Espulsioni       | Presenze       | Reti           | Ammonizioni    | Espulsioni     | Presenze | Reti   | Ammonizioni | Espulsioni |
| ----------------- | ---------------- | ---------------- | ---------------- | ---------------- | -------------- | -------------- | -------------- | -------------- | -------- | ------ | ----------- | ---------- |
| S. Afum           | 5                | 0                | 2                | 0                | 0              | 0              | 0              | 0              | 5        | 0      | 2           | 0          |
| C. Akolo          | 16               | 9                | 2                | 0                | 0              | 0              | 0              | 0              | 16       | 9      | 2           | 0          |
| F. Berisha        | 14               | 1                | 3                | 0                | 1              | 0              | 0              | 0              | 15       | 1      | 3           | 0          |
| J. Bize           | 2                | 0                | 1                | 0                | 0              | 0              | 0              | 0              | 2        | 0      | 1           | 0          |
| V. Boillat        | 21               | 0                | 2                | 0                | 1              | 0              | 0              | 0              | 22       | 0      | 2           | 0          |
| M. Challandes     | 17               | 0                | 0                | 0                | 1              | 0              | 1              | 0              | 18       | 0      | 1           | 0          |
| L. Chatton        | 6                | 1                | 0                | 0                | 0              | 0              | 0              | 0              | 6        | 1      | 0           | 0          |
| T. De Coulon      | 24               | 1                | 0                | 0                | 0              | 0              | 0              | 0              | 24       | 1      | 0           | 0          |
| A. De Pierro      | 10               | 1                | 4                | 0                | 0              | 0              | 0              | 0              | 10       | 1      | 4           | 0          |
| M. Delley         | 34               | 3                | 4                | 0                | 1              | 0              | 0              | 0              | 35       | 3      | 4           | 0          |
| P. Di Nardo       | 27               | 1                | 15               | 1                | 1              | 0              | 1              | 0              | 28       | 1      | 16          | 1          |
| C. Doudin         | 26               | 13               | 9                | 1                | 1              | 1              | 1              | 0              | 27       | 14     | 10          | 1          |
| M. Erard          | 8                | 0                | 1                | 0                | 1              | 0              | 0              | 0              | 9        | 0      | 1           | 0          |
| M. Facchinetti    | 10               | 0                | 1                | 0                | 0              | 0              | 0              | 0              | 10       | 0      | 1           | 0          |
| M. Gomes          | 30               | 1                | 2                | 1                | 0              | 0              | 0              | 0              | 30       | 1      | 2           | 1          |
| J. Lara           | 3                | 0                | 1                | 0                | 0              | 0              | 0              | 0              | 3        | 0      | 1           | 0          |
| A. Manai          | 1                | 0                | 0                | 0                | 0              | 0              | 0              | 0              | 1        | 0      | 0           | 0          |
| E. Mast           | 1                | 0                | 0                | 0                | 0              | 0              | 0              | 0              | 1        | 0      | 0           | 0          |
| A. Meneses-Araujo | 0                | 0                | 0                | 0                | 0              | 0              | 0              | 0              | 0        | 0      | 0           | 0          |
| F. Mveng          | 33               | 3                | 2                | 0                | 1              | 1              | 1              | 0              | 34       | 4      | 3           | 0          |
| B. Oberli         | 2                | 0                | 0                | 0                | 0              | 0              | 0              | 0              | 2        | 0      | 0           | 0          |
| D. Qela           | 0                | 0                | 0                | 0                | 0              | 0              | 0              | 0              | 0        | 0      | 0           | 0          |
| A. Sallaj         | 4                | 0                | 0                | 1                | 0              | 0              | 0              | 0              | 4        | 0      | 0           | 1          |
| V. Sallaj         | 1                | 0                | 0                | 0                | 0              | 0              | 0              | 0              | 1        | 0      | 0           | 0          |
| A. Savic          | 20               | 5                | 1                | 0                | 1              | 0              | 0              | 0              | 21       | 5      | 1           | 0          |
| M. Sejmenović     | 29               | 0                | 5                | 1                | 1              | 0              | 0              | 0              | 30       | 0      | 5           | 1          |
| D. Senger         | 32               | 10               | 1                | 0                | 1              | 0              | 0              | 0              | 33       | 10     | 1           | 0          |
| M. Veloso         | 20               | 5                | 4                | 0                | 1              | 0              | 0              | 0              | 21       | 5      | 4           | 0          |
| L. Walthert       | 34               | 0                | 3                | 0                | 1              | 0              | 1              | 0              | 35       | 0      | 4           | 0          |
| K. Witschi        | 19               | 0                | 6                | 0                | 1              | 0              | 0              | 0              | 20       | 0      | 6           | 0          |
| A. Zbinden        | 9                | 1                | 0                | 0                | 0              | 0              | 0              | 0              | 9        | 1      | 0           | 0          |
| C. Zesiger        | 26               | 0                | 8                | 0                | 0              | 0              | 0              | 0              | 26       | 0      | 8           | 0          |